# ロコロコ
『ロコロコ』(LocoRoco)は、ソニー・コンピュータエンタテインメントジャパン（のちのソニー・インタラクティブエンタテインメント）より2006年7月13日に発売されたPlayStation Portable用ゲームソフト。2017年6月22日にはPlayStation 4版が発売された。

## 概要
スライムのようなキャラクター「ロコロコ」を、惑星そのものを傾けて転がしたり、ジャンプ・分裂・合体などのアクションを駆使しながらゴールまで導くアクションゲーム。
2006年夏のPSPのキラータイトルとして、テレビコマーシャルや表参道駅でのプロモーション展示など巨額の広告費をかけて大々的に宣伝した（後期のテレビCMには篠原涼子が出演）。体験版のネット配信や、PSP(1000シリーズ)とセットのLocoRoco得々パックも発売された。また、ハロウィン、クリスマスといった時期にはスペシャルステージの無料配布が行われた。
なお、テレビコマーシャルでは、『傾けて、転ばして、遊んじゃお!』や『※マジで動きます!』とテロップが出ていたため、傾きセンサー搭載ソフトと誤解する視聴者が多かった。

## ストーリー
とある惑星にはロコロコと呼ばれる歌が好きで、赤い実を食べると成長する性質を持つ不思議な生物が暮らしていたが、ある日惑星さんがお昼寝をした隙に宇宙からモジャ軍団がやってきて惑星を侵略してしまった。惑星さんはモジャ軍団を退治し、元の平和な惑星にもどすことができるのか？

## キャラクター
ロコロコ
この星の住人。歌が好きでスライムのような流体生物。7種類（黄、ピンク、青、赤、黒、緑、紫）おり、赤い「ロコロコの実」を食べることでロコロコが成長する。ロコロコが成長すると大きくなるが、その分重くなり、操作が難しくなる。
ムイムイ
ロコロコと仲の良い妖精。ステージ内のどこかに隠れており、なかなか見つからないが、見つけるとアイテムをくれる。サポートしてくれるときもある。
ニョッキ
細長いキャラクター。ロコロコが上に乗ると押し上げてくれるものや、居眠りしているもの、怒っているものなどがいる。
チュッパ
ロコロコを吸いつけて、別の場所に飛ばしてくれるキャラクター。
モジャ軍団
突如宇宙からやってきた侵略者。ロコロコが好物。大きさの違いでそれぞれ「オジャ」「モジャ」「コジャ」に分かれる。
ボンムーチョ
なぞのおじさん。しかし正体はモジャ軍団のボスであり、最後のステージではゴール直前で邪魔をした後、正体を現し、ロコロコを食べたが体内でロコロコに攻撃され敗北し、逃走した。
トゲッチ
命が宿ったトゲ。動き回り体当たりしてくる。動かない「トゲ」というものもいる。
ボッチョーロ
ふくろうの様な姿をしており、空を飛びながらトゲを落としてくる。
ホーホー
足が長く、ロコロコを踏み潰してくる。かなりの可能性で頭上に「ロコロコの実」が生えている。
クーナクーナ
雲の様な姿をしており、空中に浮遊しながら寝ている。ロコロコが歌を歌うと起き、体に乗せてくれ、隠しルートに飛んでゆく。

## ロコロコのうた
2006年8月30日には本作のテーマソングで、コマーシャルソングとしても使われた「ロコロコのうた」が発売された。オリコン初登場は33位、翌週は31位であったが、この順位変動はL'Arc〜en〜Cielのシングル再発と発売週が重なったことも起因する（L'Arc〜en〜Cielを除けば初週18位、第2週30位）。
テレビコマーシャルで使われているロコロコ・イエロー・バージョンを歌っているのは、ゲーム内でロコロコ・イエローの声の出演もしているカナダ人と日本人のハーフのメロディー・チューバック。
「ロコロコのうた」の作詞は本作のディレクター河野力が担当。歌詞はロコロコ語という架空の言語であり、パ行の音を多用しているのが特徴である。

## シリーズ作品

### おいでよロコロコ!! BuuBuu Cocoreccho!
PS3のPlayStation Store専売のダウンロードソフトとして「おいでよロコロコ!! BuuBuu Cocoreccho!」が2007年9月21日に発売された。
SIXAXISコントローラのモーションセンサーで画面を傾けたり揺らしたりする、という大方の予想とは異なり、ココレッチョという蝶を操作してロコロコを誘導するゲームとなっている。モーションセンサーに反応する仕掛けも用意されている。

### ロコロコ2
2008年12月4日にPSPで発売された続編。

### ロコロコ ミッドナイトカーニバル
2009年11月1日より配信開始したPSP用ダウンロードソフト。L・Rボタンのみで操作するため、PlayStation Portable goでは操作パネルを閉じたままでもプレイ可能。